# Kim Yeong-man
Kim Yeong-man (김영만?; Masan, 5 marzo 1972) è un ex cestista e allenatore di pallacanestro sudcoreano.

## Carriera
Con la Corea del Sud ha disputato i Campionati del mondo del 1994.